# Mount Canopus
Mount Canopus ist ein markanter, eisfreier und 1710 m hoher Berg in der antarktischen Ross Dependency. In der Nash Range des Transantarktischen Gebirges ragt er in einer Entfernung von 7 km östlich des Centaur Bluff auf.
Teilnehmer der New Zealand Geological Survey Antarctic Expedition (1961–1962) benannten ihn nach dem Stern Canopus, der ihnen als Fixpunkt für Vermessungsarbeiten diente.